# 마모루 군에게 여신의 축복을!
《마모루 군에게 여신의 축복을!》(護くんに女神の祝福を!)은 일본의 이와타 히로키가 집필한 라이트노벨 및 이를 원작으로 한 애니메이션이다. 젝시스에 의해 애니메이션화되어 2006년 10월부터 2쿨 단위(총 24화)로 방영되었다.

## 줄거리
사람의 의지에 반응해 무엇이든 가능하게 해주며, 공기 중에 존재하는 물질로서의 성격을 갖고 있는 특수한 초능력인 ‘비아트리스’. 이 비아트리스에 대한 학습을 전문으로 하는 도쿄 비아트리스 종합대학 부설고등학교에 적성 시험을 거쳐 전학을 온 소년 마모루는 어린 시절 터널 붕괴 사고 현장에서 어떤 사람이 일으킨 ‘비아트리스의 기적’을 목격한 이후 줄곧 비아트리스에 대한 깊은 동경심을 품어 왔다. 그리고 첫 등교일, 1년 선배이자 비아트리스 제어의 천재인 아야코로부터 난데 없이 사귀자는 고백을 받게 되는데...

## 등장 인물
요시무라 마모루
성우 : 기무라 아키코
다카스 아야코
성우 : 다카하시 미카코
에메렌시아 베아트릭스 루디거
성우 : 사나다 아사미
스도 마야
성우 : 오노 다이스케
스도 시오네
성우 : 노토 마미코
후지타 미쓰키
성우 : 지바 사에코
요시무라 이쓰미(마모루의 여동생)
성우 : 시미즈 아이
하세 안나
성우 : 이노쿠치 유카
기리시마 요코
성우 : 오우라 후유카
마루야마 유카
성우 : 고야마 기미코
야기 고스케
성우 : 오오하타 신타로
기쿠카와 소시
성우 : 구스노기 다이텐
아비코 쓰네오
성우 : 기무라 다쿠
요한 디터 루디거(프로이센의 마왕)
성우 : 코야스 타케히토
거트루드 마크바리즈(은의 마리아)
성우 : 나바타메 히토미
요시무라 시즈에(마모루와 이쓰미의 엄마)
성우 : 고바야시 미사
와타나베 다카유키
성우 : 타치바나 신노스케
다카스 마사키(아야코의 삼촌)
성우 : 야스모토 히로키
다카스 나오유키(아야코의 할아버지)
성우 : 와카모토 노리오

## 주제곡
여는 곡 "MA·MO·RU!"
노래 : 도미타 마호 / 작사 : Bee’ / 작곡 : 아게마쓰 노리야스 / 편곡 : 후지타 준페이
닫는 곡 "Venus Dream"
노래 : 사토 히로미 / 작사 : Bee’ / 작곡, 편곡 : 니시무라 마사토시